# When You're Gone (bài hát của Avril Lavigne)
"When You're Gone" là một bài hát của nghệ sĩ thu âm người Canda Avril Lavigne nằm trong album phòng thu thứ ba của cô, The Best Damn Thing (2007). Nó được phát hành như là đĩa đơn thứ hai trích từ album vào ngày 19 tháng 6 năm 2007 bởi RCA Records. Bài hát được đồng viết lời bởi Lavigne, Jesse Welch với nhà sản xuất nó Butch Walker, cộng tác viên quen thuộc xuyên suốt sự nghiệp của nữ ca sĩ. Được đánh giá như là nét đối lập rõ rệt so với phần còn lại của The Best Damn Thing, "When You're Gone" là một bản soft rock và pop rock ballad mang nội dung đề cập đến việc một cô gái phải nói lời từ biệt với người mà cô yêu thương, cũng như những ký ức tươi đẹp mà cả hai đã trải qua trong quá khứ. Đây là một trong ba tác phẩm được Walker thực hiện cho album, bên cạnh bài hát chủ đề và "Everything Back but You".
Sau khi phát hành, "When You're Gone" nhận được những phản ứng trái chiều từ các nhà phê bình âm nhạc, trong đó họ đánh giá cao giai điệu sâu lắng, chất giọng cảm xúc của Lavigne cũng như quá trình sản xuất nó, mặc dù vấp phải một số ý kiến chỉ trích về việc nữ ca sĩ đang cố gắng tạo ra một phiên bản tương tự như đĩa đơn năm 2002 của cô "I'm with You", nhưng thất bại. Tuy nhiên, "When You're Gone" đã tiếp nhận những thành công lớn về mặt thương mại với việc lọt vào top 10 ở nhiều quốc gia, bao gồm vươn đến top 5 ở những thị trường nổi bật như Úc, Ireland, Ý và Vương quốc Anh. Tại Hoa Kỳ, nó đạt vị trí thứ 24 trên bảng xếp hạng Billboard Hot 100, trở thành đĩa đơn thứ tám trong sự nghiệp của Lavigne vươn đến top 40, đồng thời tiêu thụ được hơn một triệu lượt tải nhạc số tại đây.
Video ca nhạc cho "When You're Gone" được đạo diễn bởi Marc Klasfeld, trong đó Lavigne được cho là người đã đưa ra ý tưởng thực hiện cho video. Nội dung video tập trung miêu tả ba mối quan hệ ở những độ tuổi khác nhau, nhưng đều trong một tình huống liên quan đến tình trạng mất mát, như một người phụ nữ mang thai có chồng đang chiến đấu trong chiến tranh, một người đàn ông lớn tuổi có vợ gần đây đã qua đời và một cặp đôi trẻ bị bắt gặp bởi người mẹ kiểm soát của cô gái. Nó đã chiến thắng một hạng mục tại giải Video của MuchMusic năm 2008 cho Sự lựa chọn của Công chúng: Nghệ sĩ Canada được yêu thích nhất. Để quảng bá bài hát, nữ ca sĩ đã trình diễn "When You're Gone" trên nhiều chương trình truyền hình và lễ trao giải lớn, bao gồm Late Show with David Letterman, The Tonight Show with Jay Leno, Today và Wetten, dass..?, cũng như trong nhiều chuyến lưu diễn của cô.

## Danh sách bài hát
| Đĩa CD tại Nhật 1. "When You're Gone" (bản album) – 4:00 2. "Girlfriend" (bản tiếng Nhật) – 3:35 Đĩa CD tại Anh quốc 1. "When You're Gone" (bản album) – 4:00 2. "Girlfriend" (Dr. Luke phối lại, hợp tác với Lil' Mama) – 3:25 | Đĩa CD tại Úc 1. "When You're Gone" (bản album) – 4:00 2. "Girlfriend" (Dr. Luke phối lại, hợp tác với Lil' Mama) – 3:25 3. "Girlfriend" (Submarines' Time Warp 66 phối) – 3:12 4. "When You're Gone" (video ca nhạc) – 4:08 |

## Xếp hạng
| Bảng xếp hạng (2007)                  | Vị trí cao nhất |
| ------------------------------------- | --------------- |
| Úc (ARIA)                             | 4               |
| Áo (Ö3 Austria Top 40)                | 10              |
| Bỉ (Ultratop 50 Flanders)             | 31              |
| Bỉ (Ultratip Wallonia)                | 2               |
| Brazil (ABPD)                         | 6               |
| Canada (Canadian Hot 100)             | 8               |
| Canada AC (Billboard)                 | 8               |
| Canada CHR/Top 40 (Billboard)         | 5               |
| Cộng hòa Séc (Rádio Top 100)          | 3               |
| Đan Mạch (Tracklisten)                | 31              |
| Châu Âu (European Hot 100 Singles)    | 4               |
| Châu Âu Hot 100 Singles (Billboard)   | 4               |
| Pháp (SNEP)                           | 17              |
| Đức (Official German Charts)          | 17              |
| Ireland (IRMA)                        | 4               |
| Ý (FIMI)                              | 4               |
| Hà Lan (Single Top 100)               | 57              |
| New Zealand (Recorded Music NZ)       | 26              |
| Scotland (OCC)                        | 2               |
| Slovakia (Rádio Top 100)              | 11              |
| Thụy Điển (Sverigetopplistan)         | 8               |
| Thụy Sĩ (Schweizer Hitparade)         | 14              |
| Anh Quốc (OCC)                        | 3               |
| Hoa Kỳ Billboard Hot 100              | 24              |
| Hoa Kỳ Adult Contemporary (Billboard) | 30              |
| Hoa Kỳ Adult Pop Airplay (Billboard)  | 10              |
| Hoa Kỳ Pop Airplay (Billboard)        | 9               |

| Bảng xếp hạng (2007)                 | Vị trí |
| ------------------------------------ | ------ |
| Australia (ARIA)                     | 33     |
| Austria (Ö3 Austria Top 40)          | 41     |
| Europe (European Hot 100 Singles)    | 56     |
| France (SNEP)                        | 157    |
| Germany (Official German Charts)     | 84     |
| Italy (FIMI)                         | 16     |
| Switzerland (Schweizer Hitparade)    | 49     |
| UK Singles (Official Charts Company) | 54     |
| US Adult Top 40 (Billboard)          | 34     |
| US Pop Songs (Billboard)             | 78     |

## Chứng nhận
| Quốc gia                                                                           | Chứng nhận | Số đơn vị/doanh số chứng nhận |
| ---------------------------------------------------------------------------------- | ---------- | ----------------------------- |
| Úc (ARIA)                                                                          | Bạch kim   | 70.000^                       |
| Brasil (Pro-Música Brasil)                                                         | Bạch kim   | 100.000*                      |
| Canada (Music Canada)                                                              | Vàng       | 20.000*                       |
| Anh Quốc (BPI)                                                                     | Bạc        | 352,000                       |
| Hoa Kỳ (RIAA)                                                                      | Vàng       | 1,290,000                     |
| * Chứng nhận dựa theo doanh số tiêu thụ. ^ Chứng nhận dựa theo doanh số nhập hàng. |            |                               |